# Campeonato Maranhense de Futebol de 2003
O Campeonato Maranhense de Futebol de 2003 foi a 82º edição da divisão principal do campeonato estadual do Maranhão. O campeão foi o Sampaio Corrêa que conquistou seu 28º título na história da competição. O artilheiro do campeonato foi Hilton, jogador do São Bento, com 14 gols marcados.

## Participantes
- Bacabal (Bacabal)
- Boa Vontade (São Luís)
- Caxiense (Caxias)
- Chapadinha (Chapadinha)
- Falcão (São Luís)
- Imperatriz (Imperatriz)
- MAC (São Luís)
- Moto Club (São Luís)
- Sampaio Corrêa (São Luís)
- Santa Inês (Santa Inês)
- São Bento (São Bento)
- Viana (Viana)

## Premiação
| Campeonato Maranhense de 2003       |
| São Luís                            |
| ----------------------------------- |
| Sampaio Corrêa Campeão (28º título) |